# Saint-Meslin-du-Bosc
Saint-Meslin-du-Bosc ist eine französische Gemeinde mit 308 Einwohnern (Stand: 1. Januar 2022) im Département Eure in der Region Normandie (vor 2016 Haute-Normandie). Die Gemeinde gehört zum Arrondissement Bernay und zum Kanton Le Neubourg. Die Einwohner werden Saint-Meslinois genannt.

## Geografie
Saint-Meslin-du-Bosc liegt in Nordfrankreich etwa 35 Kilometer südsüdwestlich von Rouen. Umgeben wird Saint-Meslin-du-Bosc von den Nachbargemeinden La Haye-du-Theil im Norden und Nordwesten, Tourville-la-Campagne im Osten, La Pyle im Süden und Südosten sowie Le Bosc du Theil im Westen.

## Bevölkerungsentwicklung
| Jahr                       | 1962 | 1968 | 1975 | 1982 | 1990 | 1999 | 2006 | 2018 |
| -------------------------- | ---- | ---- | ---- | ---- | ---- | ---- | ---- | ---- |
| Einwohner                  | 47   | 76   | 84   | 95   | 140  | 156  | 210  | 282  |
| Quellen: Cassini und INSEE |      |      |      |      |      |      |      |      |

## Sehenswürdigkeiten

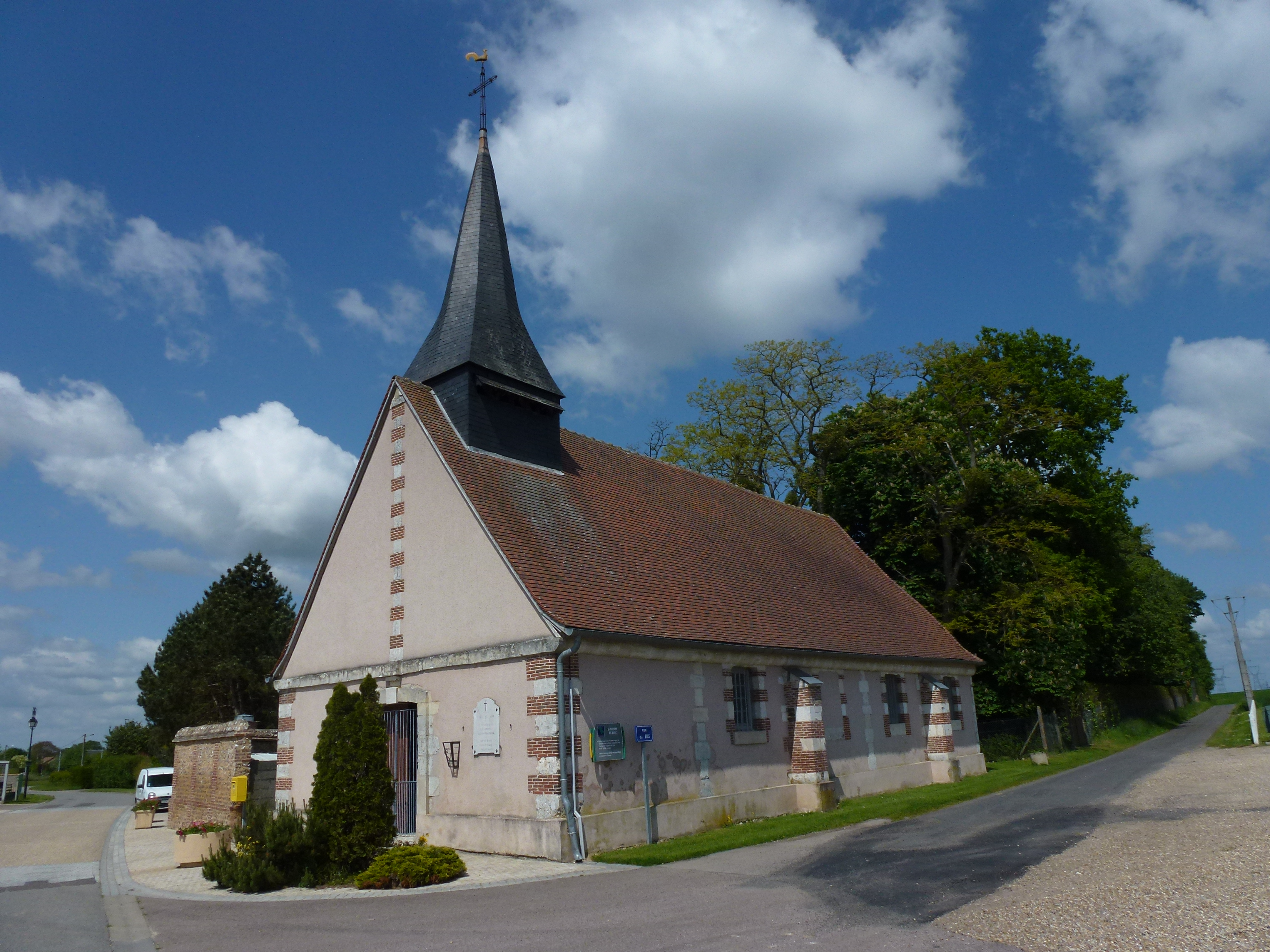
Kirche Saint-Nicolas

- Kirche Saint-Nicolas